# Cloak & Dagger (2.ª temporada)
A segunda temporada da série de televisão a cabo norte-americana Cloak & Dagger, baseada nos personagens homônimos da Marvel Comics, mostra os adolescentes Tandy Bowen / Adaga e Tyrone Johnson / Manto usando seus poderes juntos. É situada no Universo Cinematográfico Marvel, compartilhando continuidade com os filmes e outras séries de televisão da franquia, e é produzida pela ABC Signature Studios, Marvel Television e Wandering Rocks Productions, com o criador Joe Pokaski servindo como showrunner.
Olivia Holt e Aubrey Joseph estrelam como Bowen e Johnson, com Gloria Reuben, Andrea Roth, J.D. Evermore e Emma Lahana também estrelando. Em julho de 2018, a série foi renovada para uma segunda temporada, com as filmagens começando em outubro.
A temporada, que possui 10 episódios, foi exibida pela Freeform de 4 de abril a 30 de maio de 2019.  A temporada estreou em 4 de abril de 2019 e terminou em 30 de maio no Freeform. O canal cancelou a série em 24 de outubro de 2019.

## Episódios
| N.º na série | N.º na temp. | Título                                            | Dirigido por      | Escrito por                       | Exibição original   | Audiência (milhões) |
| --- | ------------ | ------------------------------------------------- | ----------------- | --------------------------------- | ------------------- | ------------------- |
| 11 | 1            | "Restless Energy" "(Energia Inquieta)" (BR)       | Jennifer Phang    | Joe Pokaski                       | 4 de abril de 2019  | 0.477               |
| Oito meses após a derrota de Roxxon Gulf, as vidas de Tandy e Tyrone mudaram. A primeira voltou a tomar balé e tem um relacionamento melhorado com a mãe. Eles participam de um grupo de apoio a abusos domésticos, onde Tandy secretamente ameaça a esposa abusiva de um colega participante, sem sucesso. Tyrone mora na igreja abandonada, onde rouba dinheiro e drogas de traficantes para ajudar O'Reilly, que ainda está se recuperando de sua experiência traumatizante de quase morte. Ela o repreende, pois ele só está piorando as coisas para Nova Orleans; com as gangues agora se tornando protetoras e podem potencialmente entrar em guerra entre si. Tyrone fica de olho em seus pais e Evita, e se reúne com Tandy toda semana para assistir filmes. Quando Tandy descobre que Tyrone está realizando um trabalho de vigilante, ela fica chateada com ele por não pedir ajuda a ela. Mais tarde, ele pede desculpas e os dois se dirigem ao Rougarou Club para registrar uma reunião com os líderes das gangues como evidência. No entanto, alguém os ataca, e Tandy e Tyrone entram na reunião para descobrir que todos foram massacrados. |              |                                                   |                   |                                   |                     |                     |
| 12 | 2            | "White Lines" "(Linhas Brancas)" (BR)             | Jeff Woolnough    | Peter Calloway & Niceole R. Levy  | 4 de abril de 2019  | 0.399               |
| O'Reilly chega ao Rougarou Club, onde exige que Tandy e Tyrone partam. Antes de fazer isso, Tyrone vê um símbolo deixado por uma das vítimas assassinadas e descobre através de Chantelle que é um veve; um símbolo dos espirituais vodu. Tyrone revela seus poderes a Evita, que está chateado com sua ausência, mas depois o perdoa. Tandy fica brava com Mikayla, uma mulher do grupo de apoio, por ser apegada à esposa abusiva e sair. Tandy descobre que está desaparecida e encontra conforto no amigável líder de apoio, Andre Deschaine. Tyrone e Tandy descobrem que Mikayla foi sequestrada por alguém que forçou heroína a seu corpo; fazendo com que ela seja hospitalizada. O'Reilly aparentemente desenvolve uma personalidade dividida com uma perspectiva mais confidente e violenta. Ela se une a Tandy para procurar o motorista da ambulância e Tandy usa uma nova habilidade para detê-lo enquanto O'Reilly o mata secretamente. Evita ensina Tyrone como teleportar outras pessoas com ele e encontra O'Reilly em casa amarrado. Os dois encontram Tandy e descobrem que existem dois O'Reillys agora. |              |                                                   |                   |                                   |                     |                     |
| 13 | 3            | "Shadow Selves" "(Eus Sombrios)" (BR)             | Matt Hastings     | Kate Rorick & Marcus J. Guillory  | 11 de abril de 2019 | 0.404               |
| O segundo O'Reilly, apelidado de Mayhem, foi separado do original após ser atingido pela energia escura combinada com o blecaute. Irritada e confusa, Mayhem passa os meses seguintes à procura de Connors e obriga o padre Delgado a ajudá-la depois que ele deixou o emprego e se tornou um bêbado sem teto. Quando a trilha de Connors fica fria, Mayhem decide procurar a série de garotas desaparecidas à sua maneira violenta. No presente, Tandy, Tyrone e O'Reilly vão a Mina para aprender sobre a anomalia recente. Eles descobrem o plano de Mayhem para caçar e matar todas as suas pistas. Depois de um breve encontro em um clube de strip, Tandy começa a vacilar, já que o Mayhem está fazendo mais para resgatar vítimas e derrotar os criminosos. No entanto, depois de usar seu toque de esperança em uma garota resgatada, ela descobre que elas não têm esperança. Tyrone obtém informações sobre onde as meninas deveriam ser levadas e ele e Tandy encontram e resgatam mais vítimas seqüestradas. O caos chega e tenta matar um jovem membro da gangue, mas Tyrone a absorve em sua capa. Ela se vê no vazio, onde re-confronta a morte de Fuchs. |              |                                                   |                   |                                   |                     |                     |
| 14 | 4            | "Rabbit Hold" "(Toca do Coelho)" (BR)             | Amanda Row        | Joy Kecken & J. Holtham           | 18 de abril de 2019 | 0.385               |
| Tandy convence Tyrone a fazê-la entrar em sua dimensão sombria, trazendo à tona um de seus medos. Enquanto lá dentro, ela encontra "Aquilo que fica na encruzilhada", que assume a forma de uma jovem Tyrone e a envia para uma jornada espiritual. Tandy desiste temporariamente de seus poderes, resultando em Tyrone perdendo os dele, quando ela entra na reconstrução de um shopping onde encontra Mayhem. Tandy é forçada a reviver as memórias reprimidas dos abusos de seu pai em relação à mãe, enquanto Mayhem encontra e tenta matar um Connors desgrenhado. Os reis da parte alta da cidade reconhecem Tyrone e encontram o endereço de Adina. O'Reilly avisa Tyrone enquanto ele e sua mãe fogem das gangues. Eles se refugiam em um convento abandonado, mas são encontrados pelo membro da gangue Solomon, que Tyrone e Adina acabam conversando quando Tyrone o salvou de Mayhem. Tyrone manda O'Reilly trazer a polícia, mas eles chegam com força letal para Tyrone. Quando Adina é levada, Tandy usa suas habilidades e liberta a si mesma e a Connors. De volta à igreja, Connors foge quando Tandy e Tyrone se recuperam. |              |                                                   |                   |                                   |                     |                     |
| 15 | 5            | "Alignment Chart" "(Gráfico de Alinhamento)" (BR) | Rachel Goldberg   | Niceole R. Levy & Peter Calloway  | 25 de abril de 2019 | 0.359               |
| Enquanto Tyrone procura Connors, Tandy ainda continua a se concentrar no círculo de tráfico sexual. Connors diz que seu tempo em outro lugar o fez perceber os erros de suas ações e ele merece prisão, mas eles devem derrubar seu influente tio e sua organização para limpar o nome de Tyrone. Levando Connors para Otis, eles planejam recuperar um arquivo oculto de ações criminosas ocultas por seu tio Senador Asa Henderson. Tyron recebe a ajuda de O'Reilly, que está lentamente recuperando sua autoconfiança. Pensando que Lia também era uma vítima, Tandy prepara um rompimento com Tyrone, que, sem saber, se apresenta como seu namorado abusivo; ofendendo-o a deixar Tandy. Lia fala sobre seu ex-namorado forçando-a a se prostituir, e agora ele dirige um anel de drogas. Tyrone segue as instruções de Connors, mas o arquivo não está lá. Teletransportando Connors para a igreja, Tyrone quase o mata até ver seu genuíno medo e arrependimento de matar Billy; então ele o leva a Adina para julgamento. Tandy bate em traficantes de drogas e é confrontada por Lia. Lia usa um taser em Tandy quando uma ambulância para, revelando-se como traficante. |              |                                                   |                   |                                   |                     |                     |
| 16 | 6            | "B Sides" "(Lado B)" (BR)                         | Lauren Wolkstein  | Kate Rorick & Pornsak Pichetshote | 2 de maio de 2019   | 0.311               |
| É revelado que Lia está trabalhando para Andre, que tem poderes que continuam enviando a mente de Tandy para diferentes cenários; ela experimenta uma em que Nathan e Billy nunca morreram, pois todos participam de uma comemoração quando Tyrone se torna policial e ela é bailarina profissional; um onde ela trabalha para Roxxon e encontra Billy e Tyrone na plataforma com sua supervisora Mina, impressionada com a filha de Nathan Bowen; e uma onde ela é viciada em contrariar Liam e sua namorada Mikayla, e conhece Tyrone como ladrão de carros. Em cada um, Tandy e Tyrone ativam seus poderes para se apoiar. Andre revela que tentou se matar na noite da explosão de Roxxon, quando ganhou suas habilidades. Desde então, ele drena as esperanças dos desamparados em busca de alívio e coloca seu desespero em uma loja de discos metafísica. Tandy aparentemente escapa quando volta com Tyrone e O'Reilly para capturar Andre e Lia, mas Andre atira e mata Tyrone; revelando que é uma ilusão manter Tandy em baixo. Andre e Lia finalmente chegam ao Motel Viking, onde descarregam Tandy. |              |                                                   |                   |                                   |                     |                     |
| 17 | 7            | "Vikingtown Sound" "(Som de Vikingtown)" (BR)     | Joe Pokaski       | Joe Pokaski                       | 9 de maio de 2019   | 0.306               |
| Tandy está presa no motel Viking e incapaz de usar seus poderes devido à falta de esperança. Ela é drogada ainda mais por sua colega de quarto Del, uma garota que acredita ter sido abandonada, quando tenta escapar e é agarrada pelo servo de Lia, Bo. Tyrone conhece Andre enquanto procura por Tandy, que o convence de que Tandy o abandonou pela loja de discos; o que também inspira André a procurar Chantelle para obter informações sobre sua vida. Mayhem pode ver Andre lá, e coloca registros diferentes para motivar Tyrone a procurar por Tandy. Adina está dividida entre matar Connors por Billy ou deixá-lo vivo por Tyrone. Ela o poupa quando ele diz a ela onde está o corpo de Billy. Chantelle diz a Andre que ele poderia subir a um Loa se ele descobrisse o segredo de sua vida. Andre então usa as memórias do nascimento de Evita para instilar tristeza em Chantelle, matando-a. Mayhem destrói os registros para que Tyrone possa resgatar Tandy e Del percebe que Lia mentiu para ela; infundindo esperança dentro dela e devolvendo a Tandy seus poderes. Tyrone e Tandy abrem caminho pelo hotel e se encontram, mas o primeiro entra em colapso. |              |                                                   |                   |                                   |                     |                     |
| 18 | 8            | "Two Player" "(Dois Jogadores)" (BR)              | Jessika Borsiczky | Kate Rorick & Joy Kecken          | 16 de maio de 2019  | 0.235               |
| Tyrone começa a emitir nuvens escuras, então Tandy o leva de volta à igreja. O'Reilly e Evita chegam, e o último abre a porta para a dimensão Loa para o primeiro e Tandy passarem. Tandy se vê em um fliperama administrado pelo barão Samedi, que tem Tyrone preso jogando Duel em D'Spayre, um jogo de arcade. Tandy tenta ajudar Tyrone a vencer o jogo, mas ela não consegue terminar e tenta fazer com que Tyrone pare. O'Reilly encontra Mayhem e os dois concordam em ser um novamente, com o último assumindo o controle de vez em quando. Evita descobre o falecimento de Chantelle e percebe que ela deve se casar com um Loa para salvar seus amigos. Andre e Lia pulam a cidade, mas Andre tem que drenar a energia de Lia e a abandona quando ele descobre seu nível. Adina visita Delgado e o convence a se tornar padre novamente, para que possam ajudar Tyrone. Ela confessa que assim que conseguiu provas da inocência de Tyrone, ela matou Connors. Tandy, Tyrone e um retorno reformado de O'Reilly / Mayhem. Mais tarde, Tyrone conforta Tandy depois que ela descobre que Melissa recaiu. |              |                                                   |                   |                                   |                     |                     |
| 19 | 9            | "Blue Note" "(Nota Azul)" (BR)                    | Ami Canaan Mann   | Alexandra Kenyon & Peter Calloway | 23 de maio de 2019  | 0.324               |
| Oito anos atrás, a carreira de jazz de Andre é descarrilada devido a suas enxaquecas. Quando ele tenta cometer suicídio, a sonda Roxxon explode quando ele desliza para o oceano. Ele acorda no hospital, onde é atendido por Lia, uma enfermeira, e descobre seus poderes; que ele usa para manipulá-la e criar um grupo de apoio comunitário para se curar. No presente, Tyrone entra em contato com Solomon para marcar uma reunião com as gangues rivais em Nova Orleans para procurar Andre, enquanto Tandy e Mayhem encontram o corpo inconsciente e zumbido de Lia. Tandy e Tyrone entram em sua mente e tocam uma música para "ajudar um amigo". Andre os pega e anuncia seu plano de se tornar um deus, tocando na "nota azul". Tandy e Mayhem brigam sobre o que fazer com Lia, terminando com a saída, enquanto Tyrone se reúne com os líderes das gangues para obter informações e ameaçá-los contra a venda em determinadas áreas. Tandy e Tyrone encontram Andre ativando sua veia com várias pessoas, incluindo Melissa e Mikayla, presentes. Todos eles desaparecem quando a música jazz é ouvida. |              |                                                   |                   |                                   |                     |                     |
| 20 | 10           | "Level Up" "(Subindo de Nível)" (BR)              | Philip John       | Joe Pokaski                       | 30 de maio de 2019  | 0.346               |
| As pessoas começam a desaparecer por toda a cidade e a aparecer em transe em um clube metafísico para ouvir Andre tocar sua trombeta. Enquanto O'Reilly faz uma varredura sobre sua condição, Mina também desaparece. Tyrone e Tandy entram em contato com Evita, que cria um portal para a dimensão Loa e ambos passam enquanto Evita guarda a vela conectando sua entrada. O'Reilly chega para defender Evita dos soldados das sombras, com um deles parecendo Fuchs para jogá-la fora. Tyrone e Tandy vão até Andre e são alucinados, onde Tyrone luta contra seu "perfeito" eu e Tandy luta contra seu pai. Apesar dos esforços de Andre, Tandy e Tyrone saem vitoriosos e usam seus poderes para derrotar Andre, matando-o para sempre e libertando todos. Depois disso, Tyrone é inocentado de seus crimes, enquanto Otis e Adina descansam, o senador Henderson é preso quando seu encobrimento foi exposto, Evita realiza um funeral de Loa para Andre, Lia é vista catando lixo com seus companheiros após a prisão. , O'Reilly deixa o corpo de Connors na delegacia com uma placa que diz "culpado", Delgado assume a igreja abandonada e Melissa vê Tandy enquanto decide sair da cidade. Tyrone se junta a ela enquanto os dois, usando informações de O'Reilly, decidem viajar juntos para que possam ser heróis. |              |                                                   |                   |                                   |                     |                     |

## Elenco e personagens
| - Olivia Holt como Tandy Bowen / Adaga - Aubrey Joseph como Tyrone Johnson / Manto - Gloria Reuben como Adina Johnson - Andrea Roth como Melissa Bowen - J.D. Evermore como Connors - Emma Lahana como Brigid O'Reilly e Mayhem | - Miles Mussenden como Otis Johnson - Noëlle Renée Bercy como Evita Fusilier - Angela Davis como Chantelle - Dilshad Vadsaria como Avandalia "Lia" Dewan - Brooklyn McLinn como Andre Deschaine / D'Spayre - Cecilia Leal como Mikayla Bell - Joshua J. Williams como Solomon | - Jaime Zevallos como Delgado - Carl Lundstedt como Liam Walsh - Andy Dylan como Nathan Bowen - Ally Maki como Mina Hess - Lane Miller como Kenneth Fuchs - Marqus Clae como Billy Johnson - Gralen Banks como Choo Choo Broussard - Dalon J. Holland como Duane Porter |

## Produção

### Desenvolvimento
Em 20 de julho de 2018, a Freeform renovou a série para uma segunda temporada de 10 episódios.

### Escrita
A maioria dos escritores da primeira temporada retorna pela segunda.  Durante a primeira temporada, showrunner Joe Pokaski notaram que o episódio final deixaria "algumas coisas abertas, intencionalmente" para serem abordadas na segunda temporada, embora sua cena pós-crédito fosse "tremendamente definitiva" e "ajudaria a definir algumas das" direções para a segunda temporada;  esta cena estabelece Brigid O'Reilly como uma ameaça aos heróis,  enquanto o trailer de anúncio da segunda temporada provocou a inclusão de seu alter ego nos quadrinhos Mayhem. Pokaski comparou o personagem ao vilão Killmonger do filme da Marvel Pantera Negra (2018), pois ele acreditava que ela seria uma vilã com a qual o público poderia se relacionar, descrevendo-a como "o tipo de desejo que todos nós éramos se não enfrentássemos consequências". Ele acrescentou que grande parte do desenvolvimento que o personagem teve na primeira temporada foi escrita como uma história de origem para o personagem se tornar um vilão na segunda temporada.  Ele descreveu ainda mais ela como "uma das primeiras grandes coisas assustadoras" que Tandy e Tyrone enfrentam na segunda temporada. 
O final da primeira temporada também apresenta a capacidade de Tyrone de absorver as pessoas em sua capa, e Pokaski disse que Tyrone é "uma porta para algo" e "vamos entrar um pouco mais nessa porta" na segunda temporada. Pokaski gostava de ser capaz de desdobrar os poderes dos personagens assim, para que pudessem estar ligados a emoções. Pokaski disse que a temporada exploraria seu elemento favorito de histórias de super-heróis: pessoas equilibrando sua vida pessoal com sua responsabilidade como herói. Ele disse que também mostraria como uma pessoa pode se tornar um vigilante de uma maneira que esperava ser única em relação a outras parcelas do gênero de super-heróis. A temporada também vê os arranjos de Tandy e Tyrone revertidos desde o primeiro, com Tyrone agora fugindo da polícia e morando na igreja abandonada em que Tandy estava morando, até que ela voltou com a mãe no final de a primeira temporada. Pokaski achou que isso permitiria que eles explorassem um lado de Tandy que ela mesma havia negligenciado, além de mostrar quem é Tyrone sem a "cara corajosa" que ele está usando. 
A temporada também continuará explorando o vodum e a mitologia do "Divine Pairing" estabelecida na primeira temporada, com Pokaski dizendo: "Queremos continuar respeitosamente a usar o Vodum como um espelho no qual mostramos não apenas nossa moral, mas também nossos resumos psicológicos dos nossos personagens." 

### Escolha do elenco
Olivia Holt, Aubrey Joseph, Gloria Reuben, Andrea Roth e Emma Lahana retornam para estrelar a temporada como Tandy Bowen / Adaga, Tyrone Johnson / Manto, Adina Johnson, Melissa Bowen e Brigid O'Reilly, respectivamente. J.D. Evermore também retorna como James Connors.
Como parte do elenco recorrente Miles Mussenden volta na temporada como Otis Johnson, junto de Noëlle Renée Bercy como Evita Fusilier e Angela Davis como Chantelle Fusilier. Também voltam Jaime Zevallos e Carl Lundstedt, como Francis Delgado e Liam Walsh, respectivamente. Ally Maki também retorna em seu papel de convidada como Mina Hess.
A segunda temporada adicionou Brooklyn McLinn, Dilshad Vadsaria e Cecilia Leal ao elenco como Andre Deschaine, Lia Dewan e Mikayla Bell, respectivamente. 

### Filmagens
As filmagens começaram em Nova Orleans em 18 de outubro de 2018.

### Conexões com o Universo Cinematográfico Marvel
Ben Urich, que aparece em Demolidor, interpretado por Vondie Curtis-Hall, é referenciado na série. Um artigo de jornal sobre Luke Cage, escrito por Karen Page, incluindo uma foto do personagem principal interpretado por Mike Colter, é destaque na temporada.

## Lançamento
A temporada estreou no Freeform em 4 de abril de 2019, com seus dois primeiros episódios, e consistiu em 10 episódios.

## Recepção

### Audiência
| №  | Título             | Exibição original   | Rating/share (18–49) | Audiência (em milhões) | DVR (18–49) | Audiência em DVR (milhões) | Total (18–49) | Audiência total (em milhões) |
| -- | ------------------ | ------------------- | -------------------- | ---------------------- | ----------- | -------------------------- | ------------- | ---------------------------- |
| 1  | "Restless Energy"  | 4 de abril de 2019  | 0.2                  | 0.477                  | 0.1         | 0.323                      | 0.3           | 0.800                        |
| 2  | "White Lines"      | 4 de abril de 2019  | 0.1                  | 0.399                  | 0.1         | 0.327                      | 0.2           | 0.726                        |
| 3  | "Shadow Selves"    | 11 de abril de 2019 | 0.1                  | 0.404                  | 0.2         | 0.363                      | 0.3           | 0.768                        |
| 4  | "Rabbit Hold"      | 18 de abril de 2019 | 0.2                  | 0.385                  | N/A         | 0.400                      | N/A           | 0.786                        |
| 5  | "Alignment Chart"  | 25 de abril de 2019 | 0.1                  | 0.359                  | 0.2         | 0.470                      | 0.3           | 0.830                        |
| 6  | "B Sides"          | 2 de maio de 2019   | 0.1                  | 0.311                  | N/A         | 0.360                      | N/A           | 0.673                        |
| 7  | "Vikingtown Sound" | 9 de maio de 2019   | 0.1                  | 0.306                  | N/A         | 0.354                      | N/A           | 0.661                        |
| 8  | "Two Player"       | 16 de maio de 2019  | 0.1                  | 0.235                  | N/A         | 0.389                      | N/A           | 0.626                        |
| 9  | "Blue Note"        | 23 de maio de 2019  | 0.1                  | 0.324                  | N/A         | 0.368                      | N/A           | 0.693                        |
| 10 | "Level Up"         | 30 de maio de 2019  | 0.1                  | 0.346                  | N/A         | 0.386                      | N/A           | 0.734                        |

### Recepção da crítica
O site agregador de críticas Rotten Tomatoes relatou um índice de aprovação de 86% com uma nota média de 9.1/10 com base em 7 análises.